# Скотт Лаго
Скотт Лаго (англ. Scotty Lago; нар. 12 листопада 1987) — американський сноубордист, спеціаліст із хаф-пайпу, призер Олімпійських ігор.
Лаго займається сноубордингом із 1996. У 2004 він виграв чемпіонат світу із квотерпайпу. На Олімпіаді у Ванкувері Скотті здобув бронзову медаль у змаганнях із хаф-пайпу.